# Liste des médaillés olympiques en boxe
La boxe anglaise figure au programme des jeux olympiques de l'ère moderne dès la première édition en 1904. Réservé initialement aux hommes, des épreuves féminines sont présentes depuis 2012. Cette page recense la liste des médaillés olympiques en boxe.

## Épreuves masculines

### Poids mi-mouches
| Édition                                   | Or                        | Argent                      | Bronze                   |
| ----------------------------------------- | ------------------------- | --------------------------- | ------------------------ |
| Moins de 48 kg                            |                           |                             |                          |
| Mexico 1968                               | Francisco Rodríguez (VEN) | Jee Yong-ju (KOR)           | Harlan Marbley (USA)     |
| Mexico 1968                               | Francisco Rodríguez (VEN) | Jee Yong-ju (KOR)           | Hubert Skrzypczak (POL)  |
| Munich 1972                               | György Gedó (HUN)         | Kim U-gil (PRK)             | Ralph Evans (GBR)        |
| Munich 1972                               | György Gedó (HUN)         | Kim U-gil (PRK)             | Enrique Rodríguez (ESP)  |
| Montréal 1976                             | Jorge Hernández (CUB)     | Ri Byong-uk (PRK)           | Orlando Maldonado (PUR)  |
| Montréal 1976                             | Jorge Hernández (CUB)     | Ri Byong-uk (PRK)           | Payao Poontarat (THA)    |
| Moscou 1980                               | Shamil Sabirov (URS)      | Hipólito Ramos (CUB)        | Ri Byong-uk (PRK)        |
| Moscou 1980                               | Shamil Sabirov (URS)      | Hipólito Ramos (CUB)        | Ivailo Marinov (BUL)     |
| Los Angeles 1984                          | Paul Gonzales (USA)       | Salvatore Todisco (ITA)     | Marcelino Bolivar (VEN)  |
| Los Angeles 1984                          | Paul Gonzales (USA)       | Salvatore Todisco (ITA)     | Keith Mwila (ZAM)        |
| Séoul 1988                                | Ivailo Marinov (BUL)      | Michael Carbajal (USA)      | Róbert Isaszegi (HUN)    |
| Séoul 1988                                | Ivailo Marinov (BUL)      | Michael Carbajal (USA)      | Leopoldo Serrantes (PHI) |
| Barcelone 1992                            | Rogelio Marcelo (CUB)     | Daniel Petrov (BUL)         | Jan Quast (GER)          |
| Barcelone 1992                            | Rogelio Marcelo (CUB)     | Daniel Petrov (BUL)         | Roel Velasco (PHI)       |
| Atlanta 1996                              | Daniel Petrov (BUL)       | Mansueto Velasco (PHI)      | Oleh Kyryukhin (UKR)     |
| Atlanta 1996                              | Daniel Petrov (BUL)       | Mansueto Velasco (PHI)      | Rafael Lozano (ESP)      |
| Sydney 2000                               | Brahim Asloum (FRA)       | Rafael Lozano (ESP)         | Kim Un-chol (PRK)        |
| Sydney 2000                               | Brahim Asloum (FRA)       | Rafael Lozano (ESP)         | Maikro Romero (CUB)      |
| Athènes 2004                              | Yan Bartelemí (CUB)       | Atagün Yalçınkaya (TUR)     | Sergey Kazakov (RUS)     |
| Athènes 2004                              | Yan Bartelemí (CUB)       | Atagün Yalçınkaya (TUR)     | Zou Shiming (CHN)        |
| Pékin 2008                                | Zou Shiming (CHN)         | Pürevdorjiin Serdamba (MGL) | Paddy Barnes (IRL)       |
| Pékin 2008                                | Zou Shiming (CHN)         | Pürevdorjiin Serdamba (MGL) | Yampier Hernández (CUB)  |
| Moins de 49 kg                            |                           |                             |                          |
| Londres 2012 (Résultats détaillés)        | Zou Shiming (CHN)         | Kaew Pongprayoon (THA)      | David Ayrapetyan (RUS)   |
| Londres 2012 (Résultats détaillés)        | Zou Shiming (CHN)         | Kaew Pongprayoon (THA)      | Paddy Barnes (IRL)       |
| Rio de Janeiro 2016 (Résultats détaillés) | Hasanboy Dusmatov (UZB)   | Yuberjén Martínez (COL)     | Joahnys Argilagos (CUB)  |
| Rio de Janeiro 2016 (Résultats détaillés) | Hasanboy Dusmatov (UZB)   | Yuberjén Martínez (COL)     | Nico Hernandez (USA)     |

### Poids mouches
| Édition                                   | Or                       | Argent                      | Bronze                       |
| ----------------------------------------- | ------------------------ | --------------------------- | ---------------------------- |
| Moins de 47,6 kg                          |                          |                             |                              |
| Saint-Louis 1904                          | George Finnegan (USA)    | Miles Burke (USA)           | non décernée                 |
| Moins de 50,8 kg                          |                          |                             |                              |
| Anvers 1920                               | Frankie Genaro (USA)     | Anders Petersen (DEN)       | William Cuthbertson (GBR)    |
| Paris 1924                                | Fidel LaBarba (USA)      | James McKenzie (GBR)        | Raymond Fee (USA)            |
| Amsterdam 1928                            | Antal Kocsis (HUN)       | Armand Apell (FRA)          | Carlo Cavagnoli (ITA)        |
| Los Angeles 1932                          | István Énekes (HUN)      | Francisco Cabañas (MEX)     | Louis Salica (USA)           |
| Berlin 1936                               | Willy Kaiser (GER)       | Gavino Matta (ITA)          | Louis Laurie (USA)           |
| Moins de 51 kg                            |                          |                             |                              |
| Londres 1948                              | Pascual Pérez (ARG)      | Spartaco Bandinelli (ITA)   | Han Soo-ann (KOR)            |
| Helsinki 1952                             | Nate Brooks (USA)        | Edgar Basel (GER)           | Anatoliy Bulakov (URS)       |
| Helsinki 1952                             | Nate Brooks (USA)        | Edgar Basel (GER)           | Willie Toweel (RSA)          |
| Melbourne 1956                            | Terence Spinks (GBR)     | Mircea Dobrescu (ROU)       | John Caldwell (IRL)          |
| Melbourne 1956                            | Terence Spinks (GBR)     | Mircea Dobrescu (ROU)       | René Libeer (FRA)            |
| Rome 1960                                 | Gyula Török (HUN)        | Sergei Sivko (URS)          | Abdel Moneim El-Guindi (EGY) |
| Rome 1960                                 | Gyula Török (HUN)        | Sergei Sivko (URS)          | Kiyoshi Tanabe (JPN)         |
| Tokyo 1964                                | Fernando Atzori (ITA)    | Artur Olech (POL)           | Robert Carmody (USA)         |
| Tokyo 1964                                | Fernando Atzori (ITA)    | Artur Olech (POL)           | Stanislav Sorokin (URS)      |
| De 48 kg à 51 kg                          |                          |                             |                              |
| Mexico 1968                               | Ricardo Delgado (MEX)    | Artur Olech (POL)           | Servílio de Oliveira (BRA)   |
| Mexico 1968                               | Ricardo Delgado (MEX)    | Artur Olech (POL)           | Leo Rwabwogo (UGA)           |
| Munich 1972                               | Georgi Kostadinov (BUL)  | Leo Rwabwogo (UGA)          | Leszek Błażyński (POL)       |
| Munich 1972                               | Georgi Kostadinov (BUL)  | Leo Rwabwogo (UGA)          | Douglas Rodríguez (CUB)      |
| Montréal 1976                             | Leo Randolph (USA)       | Ramón Duvalón (CUB)         | Leszek Błażyński (POL)       |
| Montréal 1976                             | Leo Randolph (USA)       | Ramón Duvalón (CUB)         | David Torosyan (URS)         |
| Moscou 1980                               | Petar Lesov (BUL)        | Viktor Miroshnichenko (URS) | Hugh Russell (IRL)           |
| Moscou 1980                               | Petar Lesov (BUL)        | Viktor Miroshnichenko (URS) | János Váradi (HUN)           |
| Los Angeles 1984                          | Steve McCrory (USA)      | Redžep Redžepovski (YUG)    | Ibrahim Bilali (KEN)         |
| Los Angeles 1984                          | Steve McCrory (USA)      | Redžep Redžepovski (YUG)    | Eyüp Can (TUR)               |
| Séoul 1988                                | Kim Kwang-sun (KOR)      | Andreas Tews (RDA)          | Mario González (MEX)         |
| Séoul 1988                                | Kim Kwang-sun (KOR)      | Andreas Tews (RDA)          | Timofey Skryabin (URS)       |
| Barcelone 1992                            | Choi Chol-su (PRK)       | Raúl González (CUB)         | Timothy Austin (USA)         |
| Barcelone 1992                            | Choi Chol-su (PRK)       | Raúl González (CUB)         | István Kovács (HUN)          |
| Atlanta 1996                              | Maikro Romero (CUB)      | Bulat Jumadilov (KAZ)       | Zoltan Lunka (GER)           |
| Atlanta 1996                              | Maikro Romero (CUB)      | Bulat Jumadilov (KAZ)       | Albert Pakeyev (RUS)         |
| Sydney 2000                               | Wijan Ponlid (THA)       | Bulat Jumadilov (KAZ)       | Wladimir Sidorenko (UKR)     |
| Sydney 2000                               | Wijan Ponlid (THA)       | Bulat Jumadilov (KAZ)       | Jérôme Thomas (FRA)          |
| Athènes 2004                              | Yuriorkis Gamboa (CUB)   | Jérôme Thomas (FRA)         | Fuad Aslanov (AZE)           |
| Athènes 2004                              | Yuriorkis Gamboa (CUB)   | Jérôme Thomas (FRA)         | Rustamhodza Rahimov (GER)    |
| Pékin 2008                                | Somjit Jongjohor (THA)   | Andry Laffita (CUB)         | Georgiy Balakshin (RUS)      |
| Pékin 2008                                | Somjit Jongjohor (THA)   | Andry Laffita (CUB)         | Vincenzo Picardi (ITA)       |
| De 49 kg à 52 kg                          |                          |                             |                              |
| Londres 2012 (Résultats détaillés)        | Robeisy Ramírez (CUB)    | Nyambayaryn Tögstsogt (MGL) | Misha Aloyan (RUS)           |
| Londres 2012 (Résultats détaillés)        | Robeisy Ramírez (CUB)    | Nyambayaryn Tögstsogt (MGL) | Michael Conlan (IRL)         |
| Rio de Janeiro 2016 (Résultats détaillés) | Shakhobidin Zoirov (UZB) | Yoel Finol (VEN),           | Hu Jianguan (CHN)            |
| Tokyo 2020 (Résultats détaillés)          | Galal Yafai (GBR)        | Carlo Paalam (PHI)          | Ryomei Tanaka (JPN)          |
| Tokyo 2020 (Résultats détaillés)          | Galal Yafai (GBR)        | Carlo Paalam (PHI)          | Saken Bibossinov (KAZ)       |
| Moins de 51 kg                            |                          |                             |                              |
| Paris 2024 (Résultats détaillés)          | Hasanboy Dusmatov (UZB)  | Billal Bennama (FRA)        | Junior Alcántara (DOM)       |
| Paris 2024 (Résultats détaillés)          | Hasanboy Dusmatov (UZB)  | Billal Bennama (FRA)        | Daniel Varela de Pina (CPV)  |

### Poids coqs
| Édition                                   | Or                          | Argent                    | Bronze                         |
| ----------------------------------------- | --------------------------- | ------------------------- | ------------------------------ |
| De 47,6 kg à 52,2 kg                      |                             |                           |                                |
| Saint-Louis 1904                          | Oliver Kirk (USA)           | George Finnegan (USA)     | non décernée                   |
| Moins de 52,6 kg                          |                             |                           |                                |
| Londres 1908                              | Henry Thomas (GBR)          | John Condon (GBR)         | William Webb (GBR)             |
| De 50,8 kg à 53,5 kg                      |                             |                           |                                |
| Anvers 1920                               | Clarence Walker (RSA)       | Cliff Graham (CAN)        | George McKenzie (GBR)          |
| Paris 1924                                | William Smith (RSA)         | Salvatore Tripoli (USA)   | Jean Ces (FRA)                 |
| Amsterdam 1928                            | Vittorio Tamagnini (ITA)    | John Daley (USA)          | Harry Isaacs (RSA)             |
| Los Angeles 1932                          | Horace Gwynne (CAN)         | Hans Ziglarski (GER)      | Jose Villanueva (PHI)          |
| Berlin 1936                               | Ulderico Sergo (ITA)        | Jack Wilson (USA)         | Fidel Ortiz (MEX)              |
| De 51 kg à 54 kg                          |                             |                           |                                |
| Londres 1948                              | Tibor Csik (HUN)            | Gianni Zuddas (ITA)       | Juan Evangelista Venegas (PUR) |
| Helsinki 1952                             | Pentti Hamalainen (FIN)     | John McNally (IRL)        | Kang Joon-ho (KOR)             |
| Helsinki 1952                             | Pentti Hamalainen (FIN)     | John McNally (IRL)        | Gennadiy Garbuzov (URS)        |
| Melbourne 1956                            | Wolfgang Behrendt (EUA)     | Song Soon-Chun (KOR)      | Claudio Barrientos (CHI)       |
| Melbourne 1956                            | Wolfgang Behrendt (EUA)     | Song Soon-Chun (KOR)      | Frederick Gilroy (IRL)         |
| Rome 1960                                 | Oleg Grigoryev (URS)        | Primo Zamparini (ITA)     | Brunon Bendig (POL)            |
| Rome 1960                                 | Oleg Grigoryev (URS)        | Primo Zamparini (ITA)     | Oliver Taylor (AUS)            |
| Tokyo 1964                                | Takao Sakurai (JPN)         | Chung Shin-Cho (KOR)      | Juan Fabila Mendoza (MEX)      |
| Tokyo 1964                                | Takao Sakurai (JPN)         | Chung Shin-Cho (KOR)      | Washington Rodríguez (URU)     |
| Mexico 1968                               | Valerian Sokolov (URS)      | Eridadi Mukwanga (UGA)    | Eiji Morioka (JPN)             |
| Mexico 1968                               | Valerian Sokolov (URS)      | Eridadi Mukwanga (UGA)    | Chang Kyou-chul (KOR)          |
| Munich 1972                               | Orlando Martínez (CUB)      | Alfonso Zamora (MEX)      | George Turpin (GBR)            |
| Munich 1972                               | Orlando Martínez (CUB)      | Alfonso Zamora (MEX)      | Ricardo Carreras (USA)         |
| Montréal 1976                             | Gu Yong-ju (PRK)            | Charles Mooney (USA)      | Patrick Cowdell (GBR)          |
| Montréal 1976                             | Gu Yong-ju (PRK)            | Charles Mooney (USA)      | Viktor Rybakov (URS)           |
| Moscou 1980                               | Juan Hernández Pérez (CUB)  | Bernardo Piñango (VEN)    | Michael Anthony (GUY)          |
| Moscou 1980                               | Juan Hernández Pérez (CUB)  | Bernardo Piñango (VEN)    | Dumitru Cipere (ROU)           |
| Los Angeles 1984                          | Maurizio Stecca (ITA)       | Héctor López (MEX)        | Dale Walters (CAN)             |
| Los Angeles 1984                          | Maurizio Stecca (ITA)       | Héctor López (MEX)        | Pedro Nolasco (DOM)            |
| Séoul 1988                                | Kennedy McKinney (USA)      | Aleksandar Khristov (BUL) | Jorge Julio Rocha (COL)        |
| Séoul 1988                                | Kennedy McKinney (USA)      | Aleksandar Khristov (BUL) | Phajol Moolsan (THA)           |
| Barcelone 1992                            | Joel Casamayor (CUB)        | Wayne McCullough (IRL)    | Li Gwang-sik (PRK)             |
| Barcelone 1992                            | Joel Casamayor (CUB)        | Wayne McCullough (IRL)    | Mohamed Achik (MAR)            |
| Atlanta 1996                              | István Kovács (HUN)         | Arnaldo Mesa (CUB)        | Vichai Khadpo (THA)            |
| Atlanta 1996                              | István Kovács (HUN)         | Arnaldo Mesa (CUB)        | Raimkul Malakhbekov (RUS)      |
| Sydney 2000                               | Guillermo Rigondeaux (CUB)  | Raimkul Malakhbekov (RUS) | Serhiy Danylchenko (UKR)       |
| Sydney 2000                               | Guillermo Rigondeaux (CUB)  | Raimkul Malakhbekov (RUS) | Clarence Vinson (USA)          |
| Athènes 2004                              | Guillermo Rigondeaux (CUB)  | Worapoj Petchkoom (THA)   | Aghasi Mammadov (AZE)          |
| Athènes 2004                              | Guillermo Rigondeaux (CUB)  | Worapoj Petchkoom (THA)   | Bahodirjon Sooltonov (UZB)     |
| Pékin 2008                                | Enkhbatyn Badar-Uugan (MGL) | Yankiel León (CUB)        | Bruno Julie (MRI)              |
| Pékin 2008                                | Enkhbatyn Badar-Uugan (MGL) | Yankiel León (CUB)        | Veaceslav Gojan (MDA)          |
| Londres 2012 (Résultats détaillés)        | Luke Campbell (GBR)         | John Joe Nevin (IRL)      | Lázaro Álvarez (CUB)           |
| Londres 2012 (Résultats détaillés)        | Luke Campbell (GBR)         | John Joe Nevin (IRL)      | Satoshi Shimizu (JPN)          |
| De 52 kg à 56 kg                          |                             |                           |                                |
| Rio de Janeiro 2016 (Résultats détaillés) | Robeisy Ramírez (CUB)       | Shakur Stevenson (USA)    | Vladimir Nikitin (RUS)         |
| Rio de Janeiro 2016 (Résultats détaillés) | Robeisy Ramírez (CUB)       | Shakur Stevenson (USA)    | Murodjon Ahmadaliyev (UZB)     |

### Poids plumes
| Édition                          | Or                         | Argent                       | Bronze                        |
| -------------------------------- | -------------------------- | ---------------------------- | ----------------------------- |
| De 52,2 kg à 56,7 kg             |                            |                              |                               |
| Saint-Louis 1904                 | Oliver Kirk (USA)          | Frank Haller (USA)           | Fred Gilmore (USA)            |
| Londres 1908                     | Richard Gunn (GBR)         | Charles Morris (GBR)         | Hugh Roddin (GBR)             |
| De 53,5 kg à 57,2 kg             |                            |                              |                               |
| Anvers 1920                      | Paul Fritsch (FRA)         | Jean Gachet (FRA)            | Edoardo Garzena (ITA)         |
| Paris 1924                       | Jackie Fields (USA)        | Joseph Salas (USA)           | Pedro Quartucci (ARG)         |
| Amsterdam 1928                   | Bep van Klaveren (NED)     | Víctor Peralta (ARG)         | Harold Devine (USA)           |
| Los Angeles 1932                 | Carmelo Robledo (ARG)      | Josef Schleinkofer (GER)     | Allan Carlsson (SWE)          |
| Berlin 1936                      | Oscar Casanovas (ARG)      | Charles Catterall (RSA)      | Josef Miner (GER)             |
| De 54 kg à 58 kg                 |                            |                              |                               |
| Londres 1948                     | Ernesto Formenti (ITA)     | Dennis Shepherd (RSA)        | Aleksy Antkiewicz (POL)       |
| Helsinki 1952                    | Ján Zachara (TCH)          | Sergio Caprari (ITA)         | Joseph Ventaja (FRA)          |
| Helsinki 1952                    | Ján Zachara (TCH)          | Sergio Caprari (ITA)         | Leonard Leisching (RSA)       |
| Melbourne 1956                   | Vladimir Safronov (URS)    | Thomas Nicholls (GBR)        | Pentti Hamalainen (FIN)       |
| Melbourne 1956                   | Vladimir Safronov (URS)    | Thomas Nicholls (GBR)        | Henryk Niedźwiedzki (POL)     |
| Rome 1960                        | Francesco Musso (ITA)      | Jerzy Adamski (POL)          | William Meyers (RSA)          |
| Rome 1960                        | Francesco Musso (ITA)      | Jerzy Adamski (POL)          | Jorma Johannes Limmonen (FIN) |
| De 54 kg à 57 kg                 |                            |                              |                               |
| Tokyo 1964                       | Stanislav Stepashkin (URS) | Anthony Villanueva (PHI)     | Heinz Schulz (EUA)            |
| Tokyo 1964                       | Stanislav Stepashkin (URS) | Anthony Villanueva (PHI)     | Charles Brown (USA)           |
| Mexico 1968                      | Antonio Roldán (MEX)       | Al Robinson (USA)            | Philip Waruinge (KEN)         |
| Mexico 1968                      | Antonio Roldán (MEX)       | Al Robinson (USA)            | Ivan Michailov (BUL)          |
| Munich 1972                      | Boris Kuznetsov (URS)      | Philip Waruinge (KEN)        | Clemente Rojas (COL)          |
| Munich 1972                      | Boris Kuznetsov (URS)      | Philip Waruinge (KEN)        | András Botos (HUN)            |
| Montréal 1976                    | Ángel Herrera (CUB)        | Richard Nowakowski (RDA)     | Leszek Kosedowski (POL)       |
| Montréal 1976                    | Ángel Herrera (CUB)        | Richard Nowakowski (RDA)     | Juan Paredes (MEX)            |
| Moscou 1980                      | Rudi Fink (RDA)            | Adolfo Horta (CUB)           | Viktor Rybakov (URS)          |
| Moscou 1980                      | Rudi Fink (RDA)            | Adolfo Horta (CUB)           | Krzysztof Kosedowski (POL)    |
| Los Angeles 1984                 | Meldrick Taylor (USA)      | Peter Konyegwachie (NGR)     | Omar Catarí (VEN)             |
| Los Angeles 1984                 | Meldrick Taylor (USA)      | Peter Konyegwachie (NGR)     | Turgut Aykaç (TUR)            |
| Séoul 1988                       | Giovanni Parisi (ITA)      | Daniel Dumitrescu (ROU)      | Lee Jae-hyuk (KOR)            |
| Séoul 1988                       | Giovanni Parisi (ITA)      | Daniel Dumitrescu (ROU)      | Abdelhak Achik (MAR)          |
| Barcelone 1992                   | Andreas Tews (GER)         | Faustino Reyes (ESP)         | Hocine Soltani (ALG)          |
| Barcelone 1992                   | Andreas Tews (GER)         | Faustino Reyes (ESP)         | Ramazan Paliani (EUN)         |
| Atlanta 1996                     | Somluck Kamsing (THA)      | Serafim Todorov (BUL)        | Pablo Chacon (ARG)            |
| Atlanta 1996                     | Somluck Kamsing (THA)      | Serafim Todorov (BUL)        | Floyd Mayweather, Jr. (USA)   |
| Sydney 2000                      | Bekzat Sattarkhanov (KAZ)  | Ricardo Juarez (USA)         | Tahar Tamsamani (MAR)         |
| Sydney 2000                      | Bekzat Sattarkhanov (KAZ)  | Ricardo Juarez (USA)         | Kamil Djamaludinov (RUS)      |
| Athènes 2004                     | Aleksey Tishchenko (RUS)   | Kim Song-guk (PRK)           | Vitali Tajbert (GER)          |
| Athènes 2004                     | Aleksey Tishchenko (RUS)   | Kim Song-guk (PRK)           | Jo Seok-hwan (KOR)            |
| Pékin 2008                       | Vasyl Lomachenko (UKR)     | Khedafi Djelkhir (FRA)       | Yakup Kılıç (TUR)             |
| Pékin 2008                       | Vasyl Lomachenko (UKR)     | Khedafi Djelkhir (FRA)       | Shahin Imranov (AZE)          |
| De 52 kg à 57 kg                 |                            |                              |                               |
| Tokyo 2020 (Résultats détaillés) | Albert Batyrgaziev (ROC)   | Duke Ragan (USA)             | Samuel Takyi (GHA)            |
| Tokyo 2020 (Résultats détaillés) | Albert Batyrgaziev (ROC)   | Duke Ragan (USA)             | Lázaro Álvarez (CUB)          |
| De 51 kg à 57 kg                 |                            |                              |                               |
| Paris 2024 (Résultats détaillés) | Abdumalik Khalokov (UZB)   | Munarbek Seiitbek Uulu (KGZ) | Javier Ibáñez (BUL)           |
| Paris 2024 (Résultats détaillés) | Abdumalik Khalokov (UZB)   | Munarbek Seiitbek Uulu (KGZ) | Charlie Senior (AUS)          |

### Poids légers
| Édition                                   | Or                        | Argent                    | Bronze                       |
| ----------------------------------------- | ------------------------- | ------------------------- | ---------------------------- |
| De 56,7 kg à 61,2 kg                      |                           |                           |                              |
| Saint-Louis 1904                          | Harry Spanjer (USA)       | Russell Van Horn (USA)    | Peter Sturholdt (USA)        |
| De 57,2 kg à 63,5 kg                      |                           |                           |                              |
| Londres 1908                              | Frederick Grace (GBR)     | Frederick Spiller (GBR)   | Harry Johnson (GBR)          |
| De 57,2 kg à 61,2 kg                      |                           |                           |                              |
| Anvers 1920                               | Samuel Mosberg (USA)      | Gotfred Johansen (DEN)    | Clarence Newton (CAN)        |
| Paris 1924                                | Hans Jacob Nielsen (DEN)  | Alfredo Copello (ARG)     | Frederick Boylstein (USA)    |
| Amsterdam 1928                            | Carlo Orlandi (ITA)       | Steve Halaiko (USA)       | Gunnar Berggren (SWE)        |
| Los Angeles 1932                          | Lawrence Stevens (RSA)    | Thure Ahlqvist (SWE)      | Nathan Bor (USA)             |
| Berlin 1936                               | Imre Harangi (HUN)        | Nikolai Stepulov (EST)    | Erik Ågren (SWE)             |
| De 58 kg à 62 kg                          |                           |                           |                              |
| Londres 1948                              | Gerald Dreyer (RSA)       | Joseph Vissers (BEL)      | Svend Wad (DEN)              |
| De 57 kg à 60 kg                          |                           |                           |                              |
| Helsinki 1952                             | Aureliano Bolognesi (ITA) | Aleksy Antkiewicz (POL)   | Gheorghe Fiat (ROU)          |
| Helsinki 1952                             | Aureliano Bolognesi (ITA) | Aleksy Antkiewicz (POL)   | Erkki Pakkanen (FIN)         |
| Melbourne 1956                            | Richard McTaggart (GBR)   | Harry Kurschat (EUA)      | Tony Byrne (IRL)             |
| Melbourne 1956                            | Richard McTaggart (GBR)   | Harry Kurschat (EUA)      | Anatoly Lagetko (URS)        |
| Rome 1960                                 | Kazimierz Paździor (POL)  | Sandro Lopopolo (ITA)     | Abel Laudonio (ARG)          |
| Rome 1960                                 | Kazimierz Paździor (POL)  | Sandro Lopopolo (ITA)     | Richard McTaggart (GBR)      |
| Tokyo 1964                                | Józef Grudzień (POL)      | Velikton Barannikov (URS) | Ronald Allen Harris (USA)    |
| Tokyo 1964                                | Józef Grudzień (POL)      | Velikton Barannikov (URS) | Jim McCourt (IRL)            |
| Mexico 1968                               | Ronnie Harris (USA)       | Józef Grudzień (POL)      | Calistrat Cuțov (ARG)        |
| Mexico 1968                               | Ronnie Harris (USA)       | Józef Grudzień (POL)      | Zvonimir Vujin (YUG)         |
| Munich 1972                               | Jan Szczepański (POL)     | László Orbán (HUN)        | Samuel Mbugua (KEN)          |
| Munich 1972                               | Jan Szczepański (POL)     | László Orbán (HUN)        | Alfonso Pérez (COL)          |
| Montréal 1976                             | Howard Davis (USA)        | Simion Cuțov (ROU)        | Ace Rusevski (YUG)           |
| Montréal 1976                             | Howard Davis (USA)        | Simion Cuțov (ROU)        | Vassily Solomin (URS)        |
| Moscou 1980                               | Ángel Herrera (CUB)       | Viktor Demyanenko (URS)   | Kazimierz Adach (POL)        |
| Moscou 1980                               | Ángel Herrera (CUB)       | Viktor Demyanenko (URS)   | Richard Nowakowski (RDA)     |
| Los Angeles 1984                          | Pernell Whitaker (USA)    | Luis Ortiz (PUR)          | Chun Chil-sung (KOR)         |
| Los Angeles 1984                          | Pernell Whitaker (USA)    | Luis Ortiz (PUR)          | Martin Ndongo-Ebanga (CMR)   |
| Séoul 1988                                | Andreas Zülow (RDA)       | George Cramne (SWE)       | Romallis Ellis (USA)         |
| Séoul 1988                                | Andreas Zülow (RDA)       | George Cramne (SWE)       | Nergüin Enkhbat (MGL)        |
| Barcelone 1992                            | Oscar de la Hoya (USA)    | Marco Rudolph (GER)       | Namjilyn Bayarsaikhan (MGL)  |
| Barcelone 1992                            | Oscar de la Hoya (USA)    | Marco Rudolph (GER)       | Hong Sung-sik (KOR)          |
| Atlanta 1996                              | Hocine Soltani (ALG)      | Tontcho Tontchev (BUL)    | Terrance Cauthen (USA)       |
| Atlanta 1996                              | Hocine Soltani (ALG)      | Tontcho Tontchev (BUL)    | Leonard Doroftei (ROU)       |
| Sydney 2000                               | Mario Kindelán (CUB)      | Andriy Kotelnik (UKR)     | Cristián Bejarano (MEX)      |
| Sydney 2000                               | Mario Kindelán (CUB)      | Andriy Kotelnik (UKR)     | Aleksandr Maletin (RUS)      |
| Athènes 2004                              | Mario Kindelán (CUB)      | Amir Khan (GBR)           | Murat Khrachev (RUS)         |
| Athènes 2004                              | Mario Kindelán (CUB)      | Amir Khan (GBR)           | Serik Yeleuov (KAZ)          |
| Pékin 2008                                | Aleksey Tishchenko (RUS)  | Daouda Sow (FRA)          | Hrachik Javakhyan (ARM)      |
| Pékin 2008                                | Aleksey Tishchenko (RUS)  | Daouda Sow (FRA)          | Yordenis Ugás (CUB)          |
| De 56 kg à 60 kg                          |                           |                           |                              |
| Londres 2012 (Résultats détaillés)        | Vasyl Lomachenko (UKR)    | Han Soon-chul (KOR)       | Evaldas Petrauskas (LTU)     |
| Londres 2012 (Résultats détaillés)        | Vasyl Lomachenko (UKR)    | Han Soon-chul (KOR)       | Yasniel Toledo (CUB)         |
| Rio de Janeiro 2016 (Résultats détaillés) | Robson Conceição (BRA)    | Sofiane Oumiha (FRA)      | Lázaro Álvarez (CUB)         |
| Rio de Janeiro 2016 (Résultats détaillés) | Robson Conceição (BRA)    | Sofiane Oumiha (FRA)      | Dorjnyambuu Otgondalai (MGL) |
| De 57 kg à 63 kg                          |                           |                           |                              |
| Tokyo 2020 (Résultats détaillés)          | Andy Cruz (CUB)           | Keyshawn Davis (USA)      | Harry Garside (AUS)          |
| Tokyo 2020 (Résultats détaillés)          | Andy Cruz (CUB)           | Keyshawn Davis (USA)      | Hovhannes Bachkov (ARM)      |
| De 57 kg à 63,5 kg                        |                           |                           |                              |
| Paris 2024 (Résultats détaillés)          | Erislandy Álvarez (CUB)   | Sofiane Oumiha (FRA)      | Lasha Guruli (GEO)           |
| Paris 2024 (Résultats détaillés)          | Erislandy Álvarez (CUB)   | Sofiane Oumiha (FRA)      | Wyatt Sanford (CAN)          |

### Poids super-légers
| Édition                                   | Or                              | Argent                    | Bronze                           |
| ----------------------------------------- | ------------------------------- | ------------------------- | -------------------------------- |
| De 60 kg à 63,5 kg                        |                                 |                           |                                  |
| Helsinki 1952                             | Chuck Adkins (USA)              | Viktor Mednov (URS)       | Bruno Visintin (ITA)             |
| Helsinki 1952                             | Chuck Adkins (USA)              | Viktor Mednov (URS)       | Erkki Mallenius (FIN)            |
| Melbourne 1956                            | Vladimir Yengibaryan (URS)      | Franco Nenci (ITA)        | Constantin Dumitrescu (ROU)      |
| Melbourne 1956                            | Vladimir Yengibaryan (URS)      | Franco Nenci (ITA)        | Henry Loubscher (RSA)            |
| Rome 1960                                 | Bohumil Němeček (TCH)           | Clement Quartey (GHA)     | Quincey Daniels (USA)            |
| Rome 1960                                 | Bohumil Němeček (TCH)           | Clement Quartey (GHA)     | Marian Kasprzyk (POL)            |
| Tokyo 1964                                | Jerzy Kulej (POL)               | Yevgeniy Frolov (URS)     | Habib Galhia (TUN)               |
| Tokyo 1964                                | Jerzy Kulej (POL)               | Yevgeniy Frolov (URS)     | Eddie Blay (GHA)                 |
| Mexico 1968                               | Jerzy Kulej (POL)               | Enrique Regüeiferos (POL) | James Wallington (USA)           |
| Mexico 1968                               | Jerzy Kulej (POL)               | Enrique Regüeiferos (POL) | Arto Nilsson (FIN)               |
| Munich 1972                               | Sugar Ray Seales (USA)          | Angel Angelov (BUL)       | Issaka Dabore (NIG)              |
| Munich 1972                               | Sugar Ray Seales (USA)          | Angel Angelov (BUL)       | Zvonimir Vujin (YUG)             |
| Montréal 1976                             | Sugar Ray Leonard (USA)         | Andrés Aldama (CUB)       | Vladimir Kolev (BUL)             |
| Montréal 1976                             | Sugar Ray Leonard (USA)         | Andrés Aldama (CUB)       | Kazimierz Szczerba (POL)         |
| Moscou 1980                               | Patrizio Oliva (ITA)            | Serik Konakbayev (URS)    | Anthony Willis (GBR)             |
| Moscou 1980                               | Patrizio Oliva (ITA)            | Serik Konakbayev (URS)    | Jose Aguilar (CUB)               |
| Los Angeles 1984                          | Jerry Page (USA)                | Dhawee Umponmaha (THA)    | Mircea Fulger (ROU)              |
| Los Angeles 1984                          | Jerry Page (USA)                | Dhawee Umponmaha (THA)    | Mirko Puzovic (YUG)              |
| Séoul 1988                                | Vyacheslav Yanovskiy (URS)      | Grahame Cheney (AUS)      | Reiner Gies (RFA)                |
| Séoul 1988                                | Vyacheslav Yanovskiy (URS)      | Grahame Cheney (AUS)      | Lars Myrberg (SWE)               |
| Barcelone 1992                            | Héctor Vinent (CUB)             | Mark Leduc (CAN)          | Jyri Kjäll (FIN)                 |
| Barcelone 1992                            | Héctor Vinent (CUB)             | Mark Leduc (CAN)          | Leonard Doroftei (ROU)           |
| Atlanta 1996                              | Héctor Vinent (CUB)             | Oktay Urkal (GER)         | Fathi Missaoui (TUN)             |
| Atlanta 1996                              | Héctor Vinent (CUB)             | Oktay Urkal (GER)         | Bolat Niyazymbetov (KAZ)         |
| Sydney 2000                               | Mahammatkodir Abdoollayev (UZB) | Ricardo Williams (USA)    | Mohamed Allalou (ALG)            |
| Sydney 2000                               | Mahammatkodir Abdoollayev (UZB) | Ricardo Williams (USA)    | Diógenes Luna (CUB)              |
| De 60 kg à 64 kg                          |                                 |                           |                                  |
| Athènes 2004                              | Manus Boonjumnong (THA)         | Yudel Johnson (CUB)       | Boris Georgiev (BUL)             |
| Athènes 2004                              | Manus Boonjumnong (THA)         | Yudel Johnson (CUB)       | Ionuţ Gheorghe (ROU)             |
| Pékin 2008                                | Manuel Félix Díaz (DOM)         | Manus Boonjumnong (THA)   | Roniel Iglesias (CUB)            |
| Pékin 2008                                | Manuel Félix Díaz (DOM)         | Manus Boonjumnong (THA)   | Alexis Vastine (FRA)             |
| Londres 2012 (Résultats détaillés)        | Roniel Iglesias (CUB)           | Denys Berinchyk (UKR)     | Vincenzo Mangiacapre (ITA)       |
| Londres 2012 (Résultats détaillés)        | Roniel Iglesias (CUB)           | Denys Berinchyk (UKR)     | Uranchimegiin Mönkh-Erdene (MGL) |
| Rio de Janeiro 2016 (Résultats détaillés) | Fazliddin G'oibnazarov (UZB)    | Lorenzo Sotomayor (AZE)   | Vitaly Dunaytsev (RUS)           |
| Rio de Janeiro 2016 (Résultats détaillés) | Fazliddin G'oibnazarov (UZB)    | Lorenzo Sotomayor (AZE)   | Artem Harutiunian (GER)          |

### Poids welters (ou poids mi-moyens)
| Édition                                   | Or                            | Argent                       | Bronze                     |
| ----------------------------------------- | ----------------------------- | ---------------------------- | -------------------------- |
| De 61,2 kg à 65,8 kg                      |                               |                              |                            |
| Saint-Louis 1904                          | Albert Young (USA)            | Harry Spanjer (USA)          | Joe Lydon (USA)            |
| De 61,2 kg à 66,7 kg                      |                               |                              |                            |
| Anvers 1920                               | Bert Schneider (CAN)          | Alexander Ireland (GBR)      | Frederick Colberg (USA)    |
| Paris 1924                                | Jean Delarge (BEL)            | Héctor Méndez (ARG)          | Douglas Lewis (CAN)        |
| Amsterdam 1928                            | Ted Morgan (NZL)              | Raúl Landini (ARG)           | Raymond Smillie (CAN)      |
| Los Angeles 1932                          | Edward Flynn (USA)            | Erich Campe (GER)            | Bruno Ahlberg (FIN)        |
| Berlin 1936                               | Sten Suvio (FIN)              | Michael Murach (GER)         | Gerhard Pedersen (DEN)     |
| De 62 kg à 67 kg                          |                               |                              |                            |
| Londres 1948                              | Július Torma (TCH)            | Horace Herring (USA)         | Alessandro D'Ottavio (ITA) |
| De 63,5 kg à 67 kg                        |                               |                              |                            |
| Helsinki 1952                             | Zygmunt Chychła (USA)         | Sergey Shcherbakov (URS)     | Günther Heidemann (GER)    |
| Helsinki 1952                             | Zygmunt Chychła (USA)         | Sergey Shcherbakov (URS)     | Victor Jörgensen (DEN)     |
| Melbourne 1956                            | Nicolae Linca (ROU)           | Frederick Tiedt (IRL)        | Nicholas Gargano (GBR)     |
| Melbourne 1956                            | Nicolae Linca (ROU)           | Frederick Tiedt (IRL)        | Kevin Hogarth (AUS)        |
| Rome 1960                                 | Nino Benvenuti (ITA)          | Yuriy Radonyak (URS)         | Leszek Drogosz (POL)       |
| Rome 1960                                 | Nino Benvenuti (ITA)          | Yuriy Radonyak (URS)         | Jim Lloyd (GBR)            |
| Tokyo 1964                                | Marian Kasprzyk (POL)         | Ričardas Tamulis (URS)       | Silvano Bertini (ITA)      |
| Tokyo 1964                                | Marian Kasprzyk (POL)         | Ričardas Tamulis (URS)       | Pertti Purhonen (FIN)      |
| Mexico 1968                               | Manfred Wolke (RDA)           | Joseph Bessala (CMR)         | Mario Guilloti (ARG)       |
| Mexico 1968                               | Manfred Wolke (RDA)           | Joseph Bessala (CMR)         | Vladimir Musalimov (URS)   |
| Munich 1972                               | Emilio Correa (CUB)           | János Kajdi (HUN)            | Richard Murunga (KEN)      |
| Munich 1972                               | Emilio Correa (CUB)           | János Kajdi (HUN)            | Jesse Valdez (USA)         |
| Montréal 1976                             | Jochen Bachfeld (RDA)         | Pedro Gamarro (VEN)          | Reinhard Skricek (RFA)     |
| Montréal 1976                             | Jochen Bachfeld (RDA)         | Pedro Gamarro (VEN)          | Victor Zilberman (ROU)     |
| Moscou 1980                               | Andrés Aldama (CUB)           | John Mugabi (UGA)            | Karl-Heinz Krüger (RDA)    |
| Moscou 1980                               | Andrés Aldama (CUB)           | John Mugabi (UGA)            | Kazimierz Szczerba (POL)   |
| Los Angeles 1984                          | Mark Breland (USA)            | An Young-su (KOR)            | Luciano Bruno (ITA)        |
| Los Angeles 1984                          | Mark Breland (USA)            | An Young-su (KOR)            | Joni Nyman (FIN)           |
| Séoul 1988                                | Robert Wangila (KEN)          | Laurent Boudouani (FRA)      | Jan Dydak (POL)            |
| Séoul 1988                                | Robert Wangila (KEN)          | Laurent Boudouani (FRA)      | Kenneth Gould (USA)        |
| Barcelone 1992                            | Michael Carruth (IRL)         | Juan Hernández Sierra (CUB)  | Aníbal Acevedo (PUR)       |
| Barcelone 1992                            | Michael Carruth (IRL)         | Juan Hernández Sierra (CUB)  | Arkhom Chenglai (THA)      |
| Atlanta 1996                              | Oleg Saitov (RUS)             | Juan Hernández Sierra (CUB)  | Daniel Santos (PUR)        |
| Atlanta 1996                              | Oleg Saitov (RUS)             | Juan Hernández Sierra (CUB)  | Marian Simion (ROU)        |
| Sydney 2000                               | Oleg Saitov (RUS)             | Serhiy Dotsenko (UKR)        | Vitaly Grusac (MDA)        |
| Sydney 2000                               | Oleg Saitov (RUS)             | Serhiy Dotsenko (UKR)        | Dorel Simion (ROU)         |
| De 64 kg à 69 kg                          |                               |                              |                            |
| Athènes 2004                              | Bakhtiyar Artayev (KAZ)       | Lorenzo Aragón (CUB)         | Kim Jung-joo (KOR)         |
| Athènes 2004                              | Bakhtiyar Artayev (KAZ)       | Lorenzo Aragón (CUB)         | Oleg Saitov (RUS)          |
| Pékin 2008                                | Bakhyt Sarsekbayev (KAZ)      | Carlos Banteaux Suárez (CUB) | Hanati Silamu (CHN)        |
| Pékin 2008                                | Bakhyt Sarsekbayev (KAZ)      | Carlos Banteaux Suárez (CUB) | Kim Jung-joo (KOR)         |
| Londres 2012 (Résultats détaillés)        | Serik Sapiyev (KAZ)           | Fred Evans (GBR)             | Taras Shelestyuk (UKR)     |
| Londres 2012 (Résultats détaillés)        | Serik Sapiyev (KAZ)           | Fred Evans (GBR)             | Andrey Zamkovoy (RUS)      |
| Rio de Janeiro 2016 (Résultats détaillés) | Daniyar Yeleussinov (KAZ)     | Shakhram Giyasov (UZB)       | Souleymane Cissokho (FRA)  |
| Rio de Janeiro 2016 (Résultats détaillés) | Daniyar Yeleussinov (KAZ)     | Shakhram Giyasov (UZB)       | Mohamed Rabii (MAR)        |
| De 63 kg à 69 kg                          |                               |                              |                            |
| Tokyo 2020 (Résultats détaillés)          | Roniel Iglesias (CUB)         | Pat McCormack (GBR)          | Aidan Walsh (IRL)          |
| Tokyo 2020 (Résultats détaillés)          | Roniel Iglesias (CUB)         | Pat McCormack (GBR)          | Andrey Zamkovoy (ROC)      |
| De 63,5 kg à 71 kg                        |                               |                              |                            |
| Paris 2024 (Résultats détaillés)          | Asadkhuja Muydinkhujaev (UZB) | Marco Verde (MEX)            | Omari Jones (USA)          |
| Paris 2024 (Résultats détaillés)          | Asadkhuja Muydinkhujaev (UZB) | Marco Verde (MEX)            | Lewis Richardson (GBR)     |

### Poids super-welters
| Édition          | Or                       | Argent                      | Bronze                       |
| ---------------- | ------------------------ | --------------------------- | ---------------------------- |
| De 67 kg à 71 kg |                          |                             |                              |
| Helsinki 1952    | László Papp (HUN)        | Theunis van Schalkwyk (RSA) | Boris Tishin (URS)           |
| Helsinki 1952    | László Papp (HUN)        | Theunis van Schalkwyk (RSA) | Eladio Herrera (ARG)         |
| Melbourne 1956   | László Papp (HUN)        | José Torres (USA)           | John McCormack (GBR)         |
| Melbourne 1956   | László Papp (HUN)        | José Torres (USA)           | Zbigniew Pietrzykowski (POL) |
| Rome 1960        | Wilbert McClure (USA)    | Carmelo Bossi (ITA)         | William Fisher (GBR)         |
| Rome 1960        | Wilbert McClure (USA)    | Carmelo Bossi (ITA)         | Boris Lagutin (URS)          |
| Tokyo 1964       | Boris Lagutin (URS)      | Joseph Gonzales (FRA)       | Nojim Maiyegun (NGR)         |
| Tokyo 1964       | Boris Lagutin (URS)      | Joseph Gonzales (FRA)       | Jozef Grzesiak (POL)         |
| Mexico 1968      | Boris Lagutin (URS)      | Rolando Garbey (CUB)        | John Lee Baldwin (USA)       |
| Mexico 1968      | Boris Lagutin (URS)      | Rolando Garbey (CUB)        | Günther Meier (RFA)          |
| Munich 1972      | Dieter Kottysch (RFA)    | Wieslaw Rudkowski (POL)     | Peter Tiepold (RDA)          |
| Munich 1972      | Dieter Kottysch (RFA)    | Wieslaw Rudkowski (POL)     | Alan Minter (GBR)            |
| Montréal 1976    | Jerzy Rybicki (POL)      | Tadija Kačar (YUG)          | Rolando Garbey (CUB)         |
| Montréal 1976    | Jerzy Rybicki (POL)      | Tadija Kačar (YUG)          | Viktor Savchenko (URS)       |
| Moscou 1980      | Armando Martínez (CUB)   | Aleksandr Koshkyn (URS)     | Ján Franek (TCH)             |
| Moscou 1980      | Armando Martínez (CUB)   | Aleksandr Koshkyn (URS)     | Detlef Kästner (RDA)         |
| Los Angeles 1984 | Frank Tate (USA)         | Shawn O'Sullivan (CAN)      | Christophe Tiozzo (FRA)      |
| Los Angeles 1984 | Frank Tate (USA)         | Shawn O'Sullivan (CAN)      | Manfred Zielonka (RFA)       |
| Séoul 1988       | Park Si-hun (KOR)        | Roy Jones Jr. (USA)         | Raymond Downey (CAN)         |
| Séoul 1988       | Park Si-hun (KOR)        | Roy Jones Jr. (USA)         | Richie Woodhall (GBR)        |
| Barcelone 1992   | Juan Carlos Lemus (CUB)  | Orhan Delibaş (NED)         | György Mizsei (HUN)          |
| Barcelone 1992   | Juan Carlos Lemus (CUB)  | Orhan Delibaş (NED)         | Robin Reid (GBR)             |
| Atlanta 1996     | David Reid (USA)         | Alfredo Duvergel (CUB)      | Yermakhan Ibraimov (KAZ)     |
| Atlanta 1996     | David Reid (USA)         | Alfredo Duvergel (CUB)      | Karim Tulaganov (UZB)        |
| Sydney 2000      | Yermakhan Ibraimov (KAZ) | Marian Simion (ROU)         | Pornchai Thongburan (THA)    |
| Sydney 2000      | Yermakhan Ibraimov (KAZ) | Marian Simion (ROU)         | Jermain Taylor (USA)         |

### Poids moyens
| Édition                                   | Or                          | Argent                      | Bronze                        |
| ----------------------------------------- | --------------------------- | --------------------------- | ----------------------------- |
| De 65,8 kg à 71,7 kg                      |                             |                             |                               |
| Saint-Louis 1904                          | Charles Mayer (USA)         | Benjamin Spradley (USA)     | Non décernée                  |
| De 63,5 kg à 71,7 kg                      |                             |                             |                               |
| Londres 1908                              | Johnny Douglas (GBR)        | Reginald Baker (ANZ)        | William Philo (GBR)           |
| De 66,7 kg à 72,6 kg                      |                             |                             |                               |
| Anvers 1920                               | Harry Mallin (GBR)          | Georges Prud'homme (CAN)    | Moe Herscovitch (CAN)         |
| Paris 1924                                | Harry Mallin (GBR)          | John Elliott (GBR)          | Joseph Jules Beecken (BEL)    |
| Amsterdam 1928                            | Piero Toscani (ITA)         | Jan Hermanek (TCH)          | Leonard Steyaert (BEL)        |
| Los Angeles 1932                          | Carmen Barth (USA)          | Amado Azar (ARG)            | Ernest Peirce (RSA)           |
| Berlin 1936                               | Jean Despeaux (FRA)         | Henry Tiller (NOR)          | Raúl Villareal (ARG)          |
| De 67 kg à 73 kg                          |                             |                             |                               |
| Londres 1948                              | László Papp (HUN)           | John Wright (GBR)           | Ivano Fontana (ITA)           |
| De 71 kg à 75 kg                          |                             |                             |                               |
| Helsinki 1952                             | Floyd Patterson (USA)       | Vasile Tiță (ROU)           | Boris Nikolov (BUL)           |
| Helsinki 1952                             | Floyd Patterson (USA)       | Vasile Tiță (ROU)           | Stig Sjölin (SWE)             |
| Melbourne 1956                            | Gennadiy Shatkov (URS)      | Ramon Tapia (CHI)           | Gilbert Chapron (FRA)         |
| Melbourne 1956                            | Gennadiy Shatkov (URS)      | Ramon Tapia (CHI)           | Victor Zalazar (ARG)          |
| Rome 1960                                 | Eddie Crook Jr. (USA)       | Tadeusz Walasek (POL)       | Yevgeniy Feofanov (URS)       |
| Rome 1960                                 | Eddie Crook Jr. (USA)       | Tadeusz Walasek (POL)       | Ion Monea (ROU)               |
| Tokyo 1964                                | Valeriy Popenchenko (URS)   | Emil Schulz (EUA)           | Franco Valle (ITA)            |
| Tokyo 1964                                | Valeriy Popenchenko (URS)   | Emil Schulz (EUA)           | Tadeusz Walasek (POL)         |
| Mexico 1968                               | Chris Finnegan (GBR)        | Aleksey Kisselyov (GBR)     | Agustín Zaragoza (MEX)        |
| Mexico 1968                               | Chris Finnegan (GBR)        | Aleksey Kisselyov (GBR)     | Al Jones (USA)                |
| Munich 1972                               | Vyacheslav Lemeshev (URS)   | Reima Virtanen (FIN)        | Prince Amartey (GHA)          |
| Munich 1972                               | Vyacheslav Lemeshev (URS)   | Reima Virtanen (FIN)        | Marvin Johnson (USA)          |
| Montréal 1976                             | Michael Spinks (USA)        | Rufat Riskiyev (URS)        | Luis Martínez (CUB)           |
| Montréal 1976                             | Michael Spinks (USA)        | Rufat Riskiyev (URS)        | Alec Năstac (ROU)             |
| Moscou 1980                               | José Gómez (CUB)            | Viktor Savchenko (URS)      | Valentin Silaghi (ROU)        |
| Moscou 1980                               | José Gómez (CUB)            | Viktor Savchenko (URS)      | Jerzy Rybicki (POL)           |
| Los Angeles 1984                          | Shin Joon-sup (KOR)         | Virgil Hill (USA)           | Aristides González (PUR)      |
| Los Angeles 1984                          | Shin Joon-sup (KOR)         | Virgil Hill (USA)           | Mohamed Zaoui (ALG)           |
| Séoul 1988                                | Henry Maske (RDA)           | Egerton Marcus (CAN)        | Syed Hussain Shah (PAK)       |
| Séoul 1988                                | Henry Maske (RDA)           | Egerton Marcus (CAN)        | Chris Sande (KEN)             |
| Barcelone 1992                            | Ariel Hernández (CUB)       | Chris Byrd (USA)            | Chris Johnson (CAN)           |
| Barcelone 1992                            | Ariel Hernández (CUB)       | Chris Byrd (USA)            | Lee Seung-Bae (KOR)           |
| Atlanta 1996                              | Ariel Hernández (CUB)       | Malik Beyleroglu (TUR)      | Mohamed Bahari (ALG)          |
| Atlanta 1996                              | Ariel Hernández (CUB)       | Malik Beyleroglu (TUR)      | Rhoshii Wells (USA)           |
| Sydney 2000                               | Jorge Gutierrez (CUB)       | Gaydarbek Gaydarbekov (RUS) | Vüqar Ələkbərov (AZE)         |
| Sydney 2000                               | Jorge Gutierrez (CUB)       | Gaydarbek Gaydarbekov (RUS) | Zsolt Erdei (HUN)             |
| De 69 kg à 75 kg                          |                             |                             |                               |
| Athènes 2004                              | Gaydarbek Gaydarbekov (RUS) | Gennady Golovkin (KAZ)      | Suriya Prasathinphimai (THA)  |
| Athènes 2004                              | Gaydarbek Gaydarbekov (RUS) | Gennady Golovkin (KAZ)      | Andre Dirrell (USA)           |
| Pékin 2008                                | James DeGale (GBR)          | Emilio Correa (CUB)         | Darren Sutherland (IRL)       |
| Pékin 2008                                | James DeGale (GBR)          | Emilio Correa (CUB)         | Vijender Kumar (IND)          |
| Londres 2012 (Résultats détaillés)        | Ryōta Murata (JPN)          | Esquiva Florentino (BRA)    | Anthony Ogogo (GBR)           |
| Londres 2012 (Résultats détaillés)        | Ryōta Murata (JPN)          | Esquiva Florentino (BRA)    | Abbos Atoev (UZB)             |
| Rio de Janeiro 2016 (Résultats détaillés) | Arlen López (CUB)           | Bektemir Melikuziev (UZB)   | Kamran Şahsuvarlı (AZE)       |
| Rio de Janeiro 2016 (Résultats détaillés) | Arlen López (CUB)           | Bektemir Melikuziev (UZB)   | Misael Rodríguez (MEX)        |
| Tokyo 2020 (Résultats détaillés)          | Hebert Conceição (BRA)      | Oleksandr Khyzhniak (UKR)   | Eumir Marcial (PHI)           |
| Tokyo 2020 (Résultats détaillés)          | Hebert Conceição (BRA)      | Oleksandr Khyzhniak (UKR)   | Gleb Bakshi (ROC)             |
| Paris 2024 (Résultats détaillés)          | Oleksandr Khyzhniak (UKR)   | Nurbek Oralbay (KAZ)        | Arlen López (CUB)             |
| Paris 2024 (Résultats détaillés)          | Oleksandr Khyzhniak (UKR)   | Nurbek Oralbay (KAZ)        | Cristian Javier Pinales (DOM) |

### Poids mi-lourds
| Édition                                   | Or                           | Argent                       | Bronze                       |
| ----------------------------------------- | ---------------------------- | ---------------------------- | ---------------------------- |
| De 72,6 kg à 79,4 kg                      |                              |                              |                              |
| Anvers 1920                               | Edward Eagan (USA)           | Sverre Sørsdal (NOR)         | Harold Franks (GBR)          |
| Paris 1924                                | Harry Mitchell (GBR)         | Thyge Petersen (DEN)         | Sverre Sørsdal (NOR)         |
| Amsterdam 1928                            | Víctor Avendaño (ARG)        | Ernst Pistulla (GER)         | Karel Miljon (NED)           |
| Los Angeles 1932                          | Dave Carstens (RSA)          | Gino Rossi (ITA)             | Peter Jørgensen (DEN)        |
| Berlin 1936                               | Roger Michelot (FRA)         | Richard Vogt (GER)           | Francisco Risiglione (ARG)   |
| De 73 kg à 80 kg                          |                              |                              |                              |
| Londres 1948                              | George Hunter (RSA)          | Donald Scott (GBR)           | Mauro Cía (ARG)              |
| De 75 kg à 81 kg                          |                              |                              |                              |
| Helsinki 1952                             | Norvel Lee (USA)             | Antonio Pacenza (ARG)        | Anatoliy Perov (URS)         |
| Helsinki 1952                             | Norvel Lee (USA)             | Antonio Pacenza (ARG)        | Harry Siljander (FIN)        |
| Melbourne 1956                            | James Boyd (USA)             | Gheorghe Negrea (ROU)        | Carlos Lucas (CHI)           |
| Melbourne 1956                            | James Boyd (USA)             | Gheorghe Negrea (ROU)        | Romualdas Murauskas (URS)    |
| Rome 1960                                 | Cassius Clay (USA)           | Zbigniew Pietrzykowski (POL) | Anthony Madigan (AUS)        |
| Rome 1960                                 | Cassius Clay (USA)           | Zbigniew Pietrzykowski (POL) | Giulio Saraudi (ITA)         |
| Tokyo 1964                                | Cosimo Pinto (ITA)           | Aleksey Kisselyov (URS)      | Aleksandr Nikolov (BUL)      |
| Tokyo 1964                                | Cosimo Pinto (ITA)           | Aleksey Kisselyov (URS)      | Zbigniew Pietrzykowski (POL) |
| Mexico 1968                               | Danas Pozniakas (URS)        | Ion Monea (ROU)              | Stanisław Dragan (POL)       |
| Mexico 1968                               | Danas Pozniakas (URS)        | Ion Monea (ROU)              | Georgi Stankov (BUL)         |
| Munich 1972                               | Mate Parlov (YUG)            | Gilberto Carrillo (CUB)      | Janusz Gortat (POL)          |
| Munich 1972                               | Mate Parlov (YUG)            | Gilberto Carrillo (CUB)      | Isaac Ikhouria (NGR)         |
| Montréal 1976                             | Leon Spinks (USA)            | Sixto Soría (CUB)            | Costică Dafinoiu (ROU)       |
| Montréal 1976                             | Leon Spinks (USA)            | Sixto Soría (CUB)            | Janusz Gortat (POL)          |
| Moscou 1980                               | Slobodan Kačar (YUG)         | Paweł Skrzecz (POL)          | Herbert Bauch (RDA)          |
| Moscou 1980                               | Slobodan Kačar (YUG)         | Paweł Skrzecz (POL)          | Ricardo Rojas (CUB)          |
| Los Angeles 1984                          | Anton Josipović (YUG)        | Kevin Barry (NZL)            | Evander Holyfield (USA)      |
| Los Angeles 1984                          | Anton Josipović (YUG)        | Kevin Barry (NZL)            | Mustapha Moussa (ALG)        |
| Séoul 1988                                | Andrew Maynard (USA)         | Nurmagomed Shanavazov (URS)  | Henryk Petrich (POL)         |
| Séoul 1988                                | Andrew Maynard (USA)         | Nurmagomed Shanavazov (URS)  | Damir Škaro (YUG)            |
| Barcelone 1992                            | Torsten May (GER)            | Rostislav Zaoulitchni (EUN)  | Wojciech Bartnik (POL)       |
| Barcelone 1992                            | Torsten May (GER)            | Rostislav Zaoulitchni (EUN)  | Zoltán Béres (HUN)           |
| Atlanta 1996                              | Vassiliy Jirov (KAZ)         | Lee Seung-bae (KOR)          | Antonio Tarver (POL)         |
| Atlanta 1996                              | Vassiliy Jirov (KAZ)         | Lee Seung-bae (KOR)          | Thomas Ulrich (GER)          |
| Sydney 2000                               | Aleksandr Lebziak (RUS)      | Rudolf Kraj (RTC)            | Andriy Fedchuk (UKR)         |
| Sydney 2000                               | Aleksandr Lebziak (RUS)      | Rudolf Kraj (RTC)            | Sergey Mihaylov (UZB)        |
| Athènes 2004                              | Andre Ward (USA)             | Magomed Aripgadjiev (BLR)    | Utkirbek Haydarov (UZB)      |
| Athènes 2004                              | Andre Ward (USA)             | Magomed Aripgadjiev (BLR)    | Ahmed Ismail (EGY)           |
| Pékin 2008                                | Zhang Xiaoping (CHN)         | Kenneth Egan (IRL)           | Tony Jeffries (GBR)          |
| Pékin 2008                                | Zhang Xiaoping (CHN)         | Kenneth Egan (IRL)           | Yerkebulan Shynaliyev (KAZ)  |
| Londres 2012 (Résultats détaillés)        | Egor Mekhontsev (RUS)        | Adilbek Niyazymbetov (KAZ)   | Yamaguchi Falcão (BRA)       |
| Londres 2012 (Résultats détaillés)        | Egor Mekhontsev (RUS)        | Adilbek Niyazymbetov (KAZ)   | Oleksandr Hvozdyk (UKR)      |
| Rio de Janeiro 2016 (Résultats détaillés) | Julio César de la Cruz (CUB) | Adilbek Niyazymbetov (KAZ)   | Mathieu Bauderlique (FRA)    |
| Rio de Janeiro 2016 (Résultats détaillés) | Julio César de la Cruz (CUB) | Adilbek Niyazymbetov (KAZ)   | Joshua Buatsi (GBR)          |
| Tokyo 2020 (Résultats détaillés)          | Arlen López (CUB)            | Benjamin Whittaker (GBR)     | Imam Khataev (ROC)           |
| Tokyo 2020 (Résultats détaillés)          | Arlen López (CUB)            | Benjamin Whittaker (GBR)     | Loren Alfonso (AZE)          |
| De 71 kg à 80 kg                          |                              |                              |                              |

### Poids lourds
| Édition                                   | Or                           | Argent                       | Bronze                   |
| ----------------------------------------- | ---------------------------- | ---------------------------- | ------------------------ |
| Plus de 71,7 kg                           |                              |                              |                          |
| Saint-Louis 1904                          | Samuel Berger (USA)          | Charles Mayer (USA)          | William Michaels (USA)   |
| Londres 1908                              | Albert Oldman (GBR)          | Sydney Evans (GBR)           | Frederick Parks (GBR)    |
| Plus de 79,4 kg                           |                              |                              |                          |
| Anvers 1920                               | Ronald Rawson (GBR)          | Søren Petersen (DEN)         | Xavier Eluère (FRA)      |
| Paris 1924                                | Otto von Porat (NOR)         | Søren Petersen (DEN)         | Alfredo Porzio (ARG)     |
| Amsterdam 1928                            | Arturo Rodríguez (ARG)       | Nils Ramm (SWE)              | Michael Michaelsen (DEN) |
| Los Angeles 1932                          | Santiago Lovell (ARG)        | Luigi Rovati (ITA)           | Frederick Feary (USA)    |
| Berlin 1936                               | Herbert Runge (GER)          | Guillermo Lovell (ARG)       | Erling Nilsen (NOR)      |
| Plus de 80 kg                             |                              |                              |                          |
| Londres 1948                              | Rafael Iglesias (ARG)        | Gunnar Nilsson (SWE)         | John Arthur (RSA)        |
| Plus de 81 kg                             |                              |                              |                          |
| Helsinki 1952                             | Ed Sanders (USA)             | Ingemar Johansson (SWE)      | Ilkka Koski (FIN)        |
| Helsinki 1952                             | Ed Sanders (USA)             | Ingemar Johansson (SWE)      | Andries Nieman (RSA)     |
| Melbourne 1956                            | Pete Rademacher (USA)        | Lev Moukhin (URS)            | Daan Bekker (RSA)        |
| Melbourne 1956                            | Pete Rademacher (USA)        | Lev Moukhin (URS)            | Giacomo Bozzano (ITA)    |
| Rome 1960                                 | Franco De Piccoli (ITA)      | Daan Bekker (RSA)            | Josef Němec (TCH)        |
| Rome 1960                                 | Franco De Piccoli (ITA)      | Daan Bekker (RSA)            | Günter Siegmund (EUA)    |
| Tokyo 1964                                | Joe Frazier (USA)            | Hans Huber (EUA)             | Giuseppe Ros (ITA)       |
| Tokyo 1964                                | Joe Frazier (USA)            | Hans Huber (EUA)             | Vadim Yemelyanov (URS)   |
| Mexico 1968                               | George Foreman (USA)         | Ionas Chepulis (URS)         | Giorgio Bambini (ITA)    |
| Mexico 1968                               | George Foreman (USA)         | Ionas Chepulis (URS)         | Joaquín Rocha (MEX)      |
| Munich 1972                               | Teófilo Stevenson (CUB)      | Ion Alexe (ROU)              | Peter Hussing (RFA)      |
| Munich 1972                               | Teófilo Stevenson (CUB)      | Ion Alexe (ROU)              | Hasse Thomsén (SWE)      |
| Montréal 1976                             | Teófilo Stevenson (CUB)      | Mircea Simon (ROU)           | Clarence Hill (BER)      |
| Montréal 1976                             | Teófilo Stevenson (CUB)      | Mircea Simon (ROU)           | John Tate (USA)          |
| Moscou 1980                               | Teófilo Stevenson (CUB)      | Pyotr Zayev (URS)            | Jürgen Fanghänel (RDA)   |
| Moscou 1980                               | Teófilo Stevenson (CUB)      | Pyotr Zayev (URS)            | István Lévai (HUN)       |
| De 81 kg à 91 kg                          |                              |                              |                          |
| Los Angeles 1984                          | Henry Tillman (USA)          | Willie DeWit (CAN)           | Angelo Musone (ITA)      |
| Los Angeles 1984                          | Henry Tillman (USA)          | Willie DeWit (CAN)           | Arnold Vanderlyde (NED)  |
| Séoul 1988                                | Ray Mercer (USA)             | Baik Hyun-man (KOR)          | Andrzej Gołota (POL)     |
| Séoul 1988                                | Ray Mercer (USA)             | Baik Hyun-man (KOR)          | Arnold Vanderlyde (NED)  |
| Barcelone 1992                            | Félix Savón (CUB)            | David Izonritei (NGR)        | David Tua (NZL)          |
| Barcelone 1992                            | Félix Savón (CUB)            | David Izonritei (NGR)        | Arnold Vanderlyde (NED)  |
| Atlanta 1996                              | Félix Savón (CUB)            | David Defiagbon (CAN)        | Nate Jones (USA)         |
| Atlanta 1996                              | Félix Savón (CUB)            | David Defiagbon (CAN)        | Luan Krasniqi (GER)      |
| Sydney 2000                               | Félix Savón (CUB)            | Sultan Ibragimov (RUS)       | Vladimer Chanturia (GEO) |
| Sydney 2000                               | Félix Savón (CUB)            | Sultan Ibragimov (RUS)       | Sebastian Köber (GER)    |
| Athènes 2004                              | Odlanier Solís (CUB)         | Viktar Zuyev (BLR)           | Naser Al Shami (SYR)     |
| Athènes 2004                              | Odlanier Solís (CUB)         | Viktar Zuyev (BLR)           | Mohamed Elsayed (EGY)    |
| Pékin 2008                                | Rakhim Chakhkiev (RUS)       | Clemente Russo (ITA)         | Osmay Acosta (CUB)       |
| Pékin 2008                                | Rakhim Chakhkiev (RUS)       | Clemente Russo (ITA)         | Deontay Wilder (USA)     |
| Londres 2012 (Résultats détaillés)        | Oleksandr Usyk (UKR)         | Clemente Russo (ITA)         | Tervel Pulev (BUL)       |
| Londres 2012 (Résultats détaillés)        | Oleksandr Usyk (UKR)         | Clemente Russo (ITA)         | Teymur Mammadov (AZE)    |
| Rio de Janeiro 2016 (Résultats détaillés) | Yevgeniy Tishchenko (RUS)    | Vassiliy Levit (KAZ)         | Erislandy Savón (CUB)    |
| Rio de Janeiro 2016 (Résultats détaillés) | Yevgeniy Tishchenko (RUS)    | Vassiliy Levit (KAZ)         | Rustam Tulaganov (UZB)   |
| Tokyo 2020 (Résultats détaillés)          | Julio César de la Cruz (CUB) | Muslim Gadzhimagomedov (ROC) | David Nyika (NZL)        |
| Tokyo 2020 (Résultats détaillés)          | Julio César de la Cruz (CUB) | Muslim Gadzhimagomedov (ROC) | Abner Teixeira (BRA)     |
| De 80 kg à 92 kg                          |                              |                              |                          |
| Paris 2024 (Résultats détaillés)          | Lazizbek Mullojonov (UZB)    | Loren Alfonso (AZE)          | Davlat Boltaev (TJK)     |
| Paris 2024 (Résultats détaillés)          | Lazizbek Mullojonov (UZB)    | Loren Alfonso (AZE)          | Enmanuel Reyes (ESP)     |

### Poids super-lourds
| Édition                                   | Or                       | Argent                       | Bronze                          |
| ----------------------------------------- | ------------------------ | ---------------------------- | ------------------------------- |
| Plus de 91 kg                             |                          |                              |                                 |
| Los Angeles 1984                          | Tyrell Biggs (USA)       | Francesco Damiani (ITA)      | Aziz Salihu (YUG)               |
| Los Angeles 1984                          | Tyrell Biggs (USA)       | Francesco Damiani (ITA)      | Robert Wells (GBR)              |
| Séoul 1988                                | Lennox Lewis (CAN)       | Riddick Bowe (USA)           | Aleksandr Mirochnitchenko (URS) |
| Séoul 1988                                | Lennox Lewis (CAN)       | Riddick Bowe (USA)           | Janusz Zarenkiewicz (POL)       |
| Barcelone 1992                            | Roberto Balado (CUB)     | Richard Igbineghu (NGR)      | Brian Nielsen (DEN)             |
| Barcelone 1992                            | Roberto Balado (CUB)     | Richard Igbineghu (NGR)      | Svilen Rusinov (BUL)            |
| Atlanta 1996                              | Wladimir Klitschko (UKR) | Paea Wolfgramm (TGA)         | Duncan Dokiwari (NGR)           |
| Atlanta 1996                              | Wladimir Klitschko (UKR) | Paea Wolfgramm (TGA)         | Aleksey Lezin (RUS)             |
| Sydney 2000                               | Audley Harrison (GBR)    | Mukhtarkhan Dildabekov (KAZ) | Rustam Saidov (UZB)             |
| Sydney 2000                               | Audley Harrison (GBR)    | Mukhtarkhan Dildabekov (KAZ) | Paolo Vidoz (ITA)               |
| Athènes 2004                              | Aleksandr Povetkin (RUS) | Mohamed Aly (EGY)            | Roberto Cammarelle (ITA)        |
| Athènes 2004                              | Aleksandr Povetkin (RUS) | Mohamed Aly (EGY)            | Michel López Núñez (CUB)        |
| Pékin 2008                                | Roberto Cammarelle (ITA) | Zhang Zhilei (CHN)           | David Price (GBR)               |
| Pékin 2008                                | Roberto Cammarelle (ITA) | Zhang Zhilei (CHN)           | Vyacheslav Glazkov (UKR)        |
| Londres 2012 (Résultats détaillés)        | Anthony Joshua (GBR)     | Roberto Cammarelle (ITA)     | Ivan Dychko (KAZ)               |
| Londres 2012 (Résultats détaillés)        | Anthony Joshua (GBR)     | Roberto Cammarelle (ITA)     | Magomedrasul Majidov (AZE)      |
| Rio de Janeiro 2016 (Résultats détaillés) | Tony Yoka (FRA)          | Joe Joyce (GBR)              | Ivan Dychko (KAZ)               |
| Rio de Janeiro 2016 (Résultats détaillés) | Tony Yoka (FRA)          | Joe Joyce (GBR)              | Filip Hrgović (CRO)             |
| Tokyo 2020 (Résultats détaillés)          | Bakhodir Jalolov (UZB)   | Richard Torrez (USA)         | Frazer Clarke (GBR)             |
| Tokyo 2020 (Résultats détaillés)          | Bakhodir Jalolov (UZB)   | Richard Torrez (USA)         | Kamshybek Kunkabayev (KAZ)      |
| Plus de 92 kg                             |                          |                              |                                 |
| Paris 2024 (Résultats détaillés)          | Bakhodir Jalolov (UZB)   | Ayoub Ghadfa (ESP)           | Djamili-Dini Aboudou (FRA)      |
| Paris 2024 (Résultats détaillés)          | Bakhodir Jalolov (UZB)   | Ayoub Ghadfa (ESP)           | Nelvie Tiafack (GER)            |

## Épreuves féminines

### Poids mouches
| Édition                                   | Or                    | Argent                 | Bronze                |
| ----------------------------------------- | --------------------- | ---------------------- | --------------------- |
| Moins de 51 kg                            |                       |                        |                       |
| Londres 2012 (Résultats détaillés)        | Nicola Adams (GBR)    | Ren Cancan (CHN)       | Marlen Esparza (USA)  |
| Londres 2012 (Résultats détaillés)        | Nicola Adams (GBR)    | Ren Cancan (CHN)       | Mary Kom (IND)        |
| Rio de Janeiro 2016 (Résultats détaillés) | Nicola Adams (GBR)    | Sarah Ourahmoune (FRA) | Ren Cancan (CHN)      |
| Rio de Janeiro 2016 (Résultats détaillés) | Nicola Adams (GBR)    | Sarah Ourahmoune (FRA) | Ingrit Valencia (COL) |
| Tokyo 2020 (Résultats détaillés)          | Stoyka Krasteva (BUL) | Buse Çakıroğlu (TUR)   | Tsukimi Namiki (JPN)  |
| Tokyo 2020 (Résultats détaillés)          | Stoyka Krasteva (BUL) | Buse Çakıroğlu (TUR)   | Huang Hsiao-wen (TPE) |
| Moins de 50 kg                            |                       |                        |                       |
| Paris 2024 (Résultats détaillés)          | Wu Yu (CHN)           | Buse Çakıroğlu (TUR)   | Nazym Kyzaibay (KAZ)  |
| Paris 2024 (Résultats détaillés)          | Wu Yu (CHN)           | Buse Çakıroğlu (TUR)   | Aira Villegas (PHI)   |

### Poids coqs
| Édition                          | Or               | Argent             | Bronze             |
| -------------------------------- | ---------------- | ------------------ | ------------------ |
| De 50 kg à 54 kg                 |                  |                    |                    |
| Paris 2024 (Résultats détaillés) | Chang Yuan (CHN) | Hatice Akbaş (TUR) | Im Ae-ji (KOR)     |
| Paris 2024 (Résultats détaillés) | Chang Yuan (CHN) | Hatice Akbaş (TUR) | Pang Chol-mi (PRK) |

### Poids plumes
| Édition                          | Or                | Argent                | Bronze                    |
| -------------------------------- | ----------------- | --------------------- | ------------------------- |
| De 51 kg à 57 kg                 |                   |                       |                           |
| Tokyo 2020 (Résultats détaillés) | Sena Irie (JPN)   | Nesthy Petecio (PHI)  | Irma Testa (ITA)          |
| Tokyo 2020 (Résultats détaillés) | Sena Irie (JPN)   | Nesthy Petecio (PHI)  | Karriss Artingstall (GBR) |
| De 54 kg à 57 kg                 |                   |                       |                           |
| Paris 2024 (Résultats détaillés) | Lin Yu-ting (TPE) | Julia Szeremeta (POL) | Nesthy Petecio (PHI)      |
| Paris 2024 (Résultats détaillés) | Lin Yu-ting (TPE) | Julia Szeremeta (POL) | Esra Yıldız (TUR)         |

### Poids légers
| Édition                                   | Or                      | Argent                 | Bronze                    |
| ----------------------------------------- | ----------------------- | ---------------------- | ------------------------- |
| De 51 kg à 60 kg                          |                         |                        |                           |
| Londres 2012 (Résultats détaillés)        | Katie Taylor (IRL)      | Sofya Ochigava (RUS)   | Adriana Araújo (BRA)      |
| Londres 2012 (Résultats détaillés)        | Katie Taylor (IRL)      | Sofya Ochigava (RUS)   | Mavzuna Chorieva (TJK)    |
| Rio de Janeiro 2016 (Résultats détaillés) | Estelle Mossely (FRA)   | Yin Junhua (CHN)       | Anastasia Beliakova (RUS) |
| Rio de Janeiro 2016 (Résultats détaillés) | Estelle Mossely (FRA)   | Yin Junhua (CHN)       | Mira Potkonen (FIN)       |
| De 57 kg à 60 kg                          |                         |                        |                           |
| Tokyo 2020 (Résultats détaillés)          | Kellie Harrington (IRL) | Beatriz Ferreira (BRA) | Sudaporn Seesondee (THA)  |
| Tokyo 2020 (Résultats détaillés)          | Kellie Harrington (IRL) | Beatriz Ferreira (BRA) | Mira Potkonen (FIN)       |
| Paris 2024 (Résultats détaillés)          | Kellie Harrington (IRL) | Yang Wenlu (CHN)       | Beatriz Ferreira (BRA)    |
| Paris 2024 (Résultats détaillés)          | Kellie Harrington (IRL) | Yang Wenlu (CHN)       | Wu Shih-yi (TPE)          |

### Poids welters
| Édition                          | Or                      | Argent         | Bronze                     |
| -------------------------------- | ----------------------- | -------------- | -------------------------- |
| De 60 kg à 69 kg                 |                         |                |                            |
| Tokyo 2020 (Résultats détaillés) | Busenaz Surmeneli (TUR) | Gu Hong (CHN)  | Oshae Jones (USA)          |
| Tokyo 2020 (Résultats détaillés) | Busenaz Surmeneli (TUR) | Gu Hong (CHN)  | Lovlina Borgohain (IND)    |
| De 60 kg à 66 kg                 |                         |                |                            |
| Paris 2024 (Résultats détaillés) | Imane Khelif (ALG)      | Yang Liu (CHN) | Chen Nien-chin (TPE)       |
| Paris 2024 (Résultats détaillés) | Imane Khelif (ALG)      | Yang Liu (CHN) | Janjaem Suwannapheng (THA) |

### Poids moyens
| Édition                                   | Or                     | Argent                  | Bronze                      |
| ----------------------------------------- | ---------------------- | ----------------------- | --------------------------- |
| De 69 kg à 75 kg                          |                        |                         |                             |
| Londres 2012 (Résultats détaillés)        | Claressa Shields (USA) | Nadezda Torlopova (RUS) | Li Jinzi (CHN)              |
| Londres 2012 (Résultats détaillés)        | Claressa Shields (USA) | Nadezda Torlopova (RUS) | Marina Volnova (KAZ)        |
| Rio de Janeiro 2016 (Résultats détaillés) | Claressa Shields (USA) | Nouchka Fontijn (NED)   | Li Qian (CHN)               |
| Rio de Janeiro 2016 (Résultats détaillés) | Claressa Shields (USA) | Nouchka Fontijn (NED)   | Dariga Shakimova (KAZ)      |
| Tokyo 2020 (Résultats détaillés)          | Lauren Price (GBR)     | Li Qian (CHN)           | Zenfira Magomedalieva (ROC) |
| Tokyo 2020 (Résultats détaillés)          | Lauren Price (GBR)     | Li Qian (CHN)           | Nouchka Fontijn (NED)       |
| De 66 kg à 75 kg                          |                        |                         |                             |
| Paris 2024 (Résultats détaillés)          | Li Qian (CHN)          | Atheyna Bylon (PAN)     | Cindy Ngamba (EOR)          |
| Paris 2024 (Résultats détaillés)          | Li Qian (CHN)          | Atheyna Bylon (PAN)     | Caitlin Parker (AUS)        |